# August Dederer

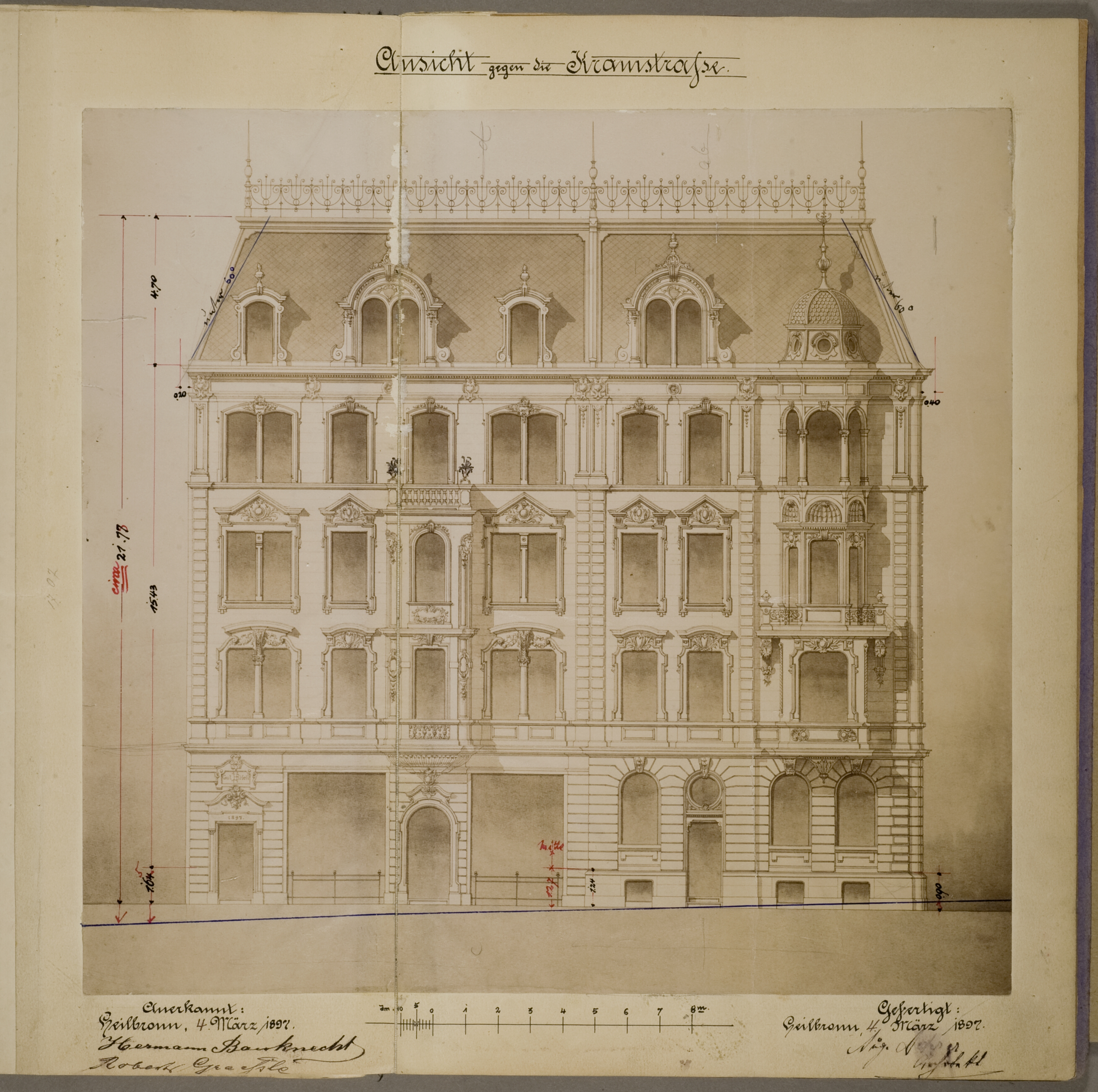
Dederers Entwurf für das Haus Kaiserstraße 33–35 in Heilbronn

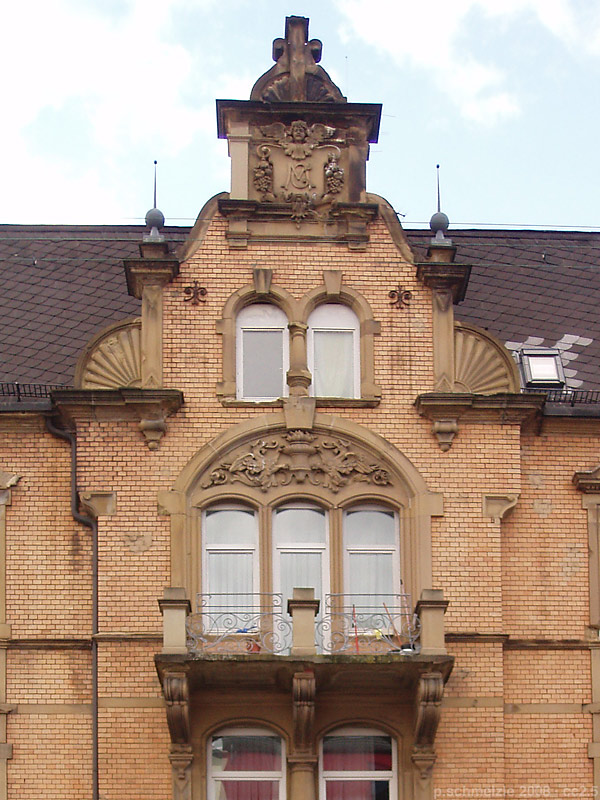
Fassadendetail des von Dederer geplanten Gebäudes in der Wilhelmstraße 56 in Heilbronn

August Dederer (* 27. Juli 1858; † 17. April 1903) war ein deutscher Architekt.

## Leben und Bauten
Dederer war Sohn eines Bauunternehmers. Er wirkte vor allem in Heilbronn. In der Kaiserstraße erbaute er während deren Umgestaltung zur Prachtstraße um 1900 das Haus Kleinlogel (Kaiserstraße 5) und das Doppelhaus Bauknecht & Graeßle (Kaiserstraße 33–35), die jedoch beide beim Luftangriff vom 4. Dezember 1944 zerstört wurden. Mehrere seiner außerhalb der historischen Altstadt gelegenen und deswegen erhaltenen Bauten stehen mittlerweile unter Denkmalschutz: Das Haus Weipert in der Heilbronner Herbststraße 8 ist ein historistisches Fabrikantenwohnhaus aus dem Jahr 1896. Am Silcherplatz 6 in Heilbronn steht ein einstiges Wohnhaus eines Lehrers, das Elemente der Neorenaissance mit solchen des Neobarocks vereint. Das Haus in der Uhlandstraße 70 in Heilbronn war einst als Gaststätte Uhlandslinde bekannt. In der Wilhelmstraße 52, 54 und 56 in Heilbronn stehen drei dreigeschossige Bauten Dederers nebeneinander, die er zum Teil im Auftrag seiner Mutter in den Jahren 1898 bis 1901 schuf. Sie harmonieren stilistisch miteinander; die Fassaden sind im Stil des Späthistorismus aufwändig geschmückt.
Gegen Ende des 19. Jahrhunderts (bis Ende 1898) und erneut von 1901 bis 1902 gehörte Dederer dem Heilbronner Bürgerausschuss an. Außerdem war Dederer der Gründer des Steinsägewerks in Weinsberg. Nach Dederers Tod trat das Architektenduo Beutinger & Steiner seine Nachfolge an.